# Хачкар (журнал)
«Хачкар» (арм. խաչքար — «крест-камень») — российский журнал, посвящённый истории, сегодняшнем дне и будущем Армении и армянской диаспоры и издаваемый на русском и армянском языках.

## История
В 2007 году в Краснодаре был основан Армянский культурный центр, под эгидой которого с декабря того же года издается журнал «Хачкар», распространяемый на территории России.

## Рубрики
- Образ
- Личность
- Символ
- Страницы истории
- Наш календарь
- Святые истины
- Точка на карте
- Армянский бренд
- Спюрк
- Фестиваль
- Таланты рядом с нами
- Память
- Поколение арм
- Из Армении с любовью
- Концертный зал
- Из глубины веков
- Родная речь
- Спорт
- Армянская кухня